# Micrambyx werneri
Micrambyx werneri är en skalbaggsart som beskrevs av Mourglia 1991. Micrambyx werneri ingår i släktet Micrambyx och familjen långhorningar. Inga underarter finns listade i Catalogue of Life.